# Идриса Гай
Идриса Гана Гей (на английски: Idrissa Gana Gueye; роден на 26 септември 1989 г. в Дакар, Сенегал) е сенегалски футболист, играе като дефанзивен полузащитник и се състезава за английския Евертън, както и за националния отбор на Сенегал.

## Клубна кариера
Идриса започва кариерата си в местния сенегалски отбор Диамбар ФК.
През 2008 година преминава във френския елитен Лил. През първите два сезона играе основно за втория отбор на клуба. През 2010 година заема своетомясто в първия състав, за който играе през следващите пет години.
На 10 юли 2015 година преминава в английския елитен Астън Вила.
На 2 август 2016 година друг отбор от английския елит – Евертън задейства освобождаващата клауза на Гай и го привлича за сумата от 7,1 милиона английски лири, а договора е за четири години.

## Национален отбор
Гай прави своя дебют за националния отбор на Сенегал през 2011 година в квалификации за Световното първенство през 2014 година в Бразилия.
Повикан е в състава на Сенегал до 23 години, който участва на Олимпиадата през 2012 година в Лондон. Изиграва 35 мача за Вила, но отбора му завършва последен и изпада от Висшата лига.
През 2015 година представя Сенегал на турнира Купа на африканските нации 2015.